# 14584 Лоусан
14584 Лоусан (14584 Lawson) — астероїд головного поясу, відкритий 14 вересня 1998 року.
Тіссеранів параметр щодо Юпітера — 3,634.